# Torbjörn Jansson
Torsten Torbjörn Jansson, född 17 juli 1954, är en svensk travkusk och travtränare. Under senare tid har han främst varit verksam som catch driver, det vill säga som kusk åt andra tränare. Han har kört hästar som Malabar Circle Ås, Lisa America och Dibaba.
Han har tränat hästar som Meadow Road och Atas Fighter L., med vilka han har segrat i bland annat Olympiatravet (1985), Elitloppet (1985), Finlandialoppet  (1991), Prix de France (1992) och International Trot (1992). Han har även tagit flera stora segrar som catch driver, i bland annat Svenskt Trav-Oaks (1983, 1991), Sundsvall Open Trot (1996, 2010), Åby Stora Pris (2010), Svenskt Travderby (2011) och UET Trotting Masters-finalen (2014).
Den 21 juli 2016 segrade Jansson med hästen Ed Tanic på Karlshamns travbana. Segern gjorde Jansson till den första och hittills (2018) enda kusk som har vunnit lopp på samtliga av Sveriges 33 travbanor.
På Hästgalan den 23 februari 2018 blev han utsedd till Travets Hedersambassadör. I juli 2018 valdes han även in i Travsportens Hall of Fame.

## Segrar i större lopp

### Grupp 1-lopp
| År   | Lopp                                | Häst              | Tränare             |
| ---- | ----------------------------------- | ----------------- | ------------------- |
| 1978 | Konung Gustaf V:s Pokal             | Vilden            | Torbjörn Jansson    |
| 1983 | Svenskt Trav-Oaks                   | Evita Guvijo      | Tommy Hanné         |
| 1984 | Gran Premio delle Nazioni           | Meadow Road       | Torbjörn Jansson    |
| 1985 | Olympiatravet                       | Meadow Road       | Torbjörn Jansson    |
| 1985 | Elitloppet                          | Meadow Road       | Torbjörn Jansson    |
| 1991 | Grand Critérium de Vitesse          | Mr Lucken         | Torbjörn Jansson    |
| 1991 | Finlandialoppet                     | Atas Fighter L.   | Torbjörn Jansson    |
| 1991 | Svenskt Trav-Oaks                   | Eva Pride         | Tommy Hanné         |
| 1991 | Breeders' Crown för 3-åriga, h/v    | Noble Tilly       | Torbjörn Jansson    |
| 1992 | Prix de France                      | Atas Fighter L.   | Torbjörn Jansson    |
| 1992 | Grand Critérium de Vitesse          | Peace Corps       | Torbjörn Jansson    |
| 1992 | International Trot                  | Atas Fighter L.   | Torbjörn Jansson    |
| 1996 | Sundsvall Open Trot                 | His Majesty       | Annelie Henriksson  |
| 1996 | Svensk Uppfödningslöpning           | Gardens Mack      | Annelie Henriksson  |
| 2000 | Breeders' Crown för 3-åriga, h/v    | Seth Bowl         | Sven E.S. Andersson |
| 2001 | E3-final (långa), h/v               | Staro Showbiz     | Svante Båth         |
| 2001 | Gran Premio delle Nazioni           | Victory Tilly     | Stig H. Johansson   |
| 2001 | Gran Premio Allevatori              | Calypso Capar     | Sven E.S. Andersson |
| 2002 | E3-final (korta), h/v               | Malabar Circle Ås | Svante Båth         |
| 2002 | E3-final (långa), h/v               | Malabar Circle Ås | Svante Båth         |
| 2002 | Svenskt Trav-Kriterium              | Malabar Circle Ås | Svante Båth         |
| 2002 | Breeders' Crown för 4-åriga, s      | Sugar Step        | Jouko Pärssinen     |
| 2010 | E3-final (långa), s                 | Tamla Celeber     | Roger Walmann       |
| 2010 | Harper Hanovers Lopp                | Yarrah Boko       | Trond Anderssen     |
| 2010 | Åby Stora Pris                      | Lisa America      | Jerry Riordan       |
| 2010 | Sundsvall Open Trot                 | Lisa America      | Jerry Riordan       |
| 2011 | Svenskt Travderby                   | Beau Mec          | Timo Nurmos         |
| 2014 | UET Trotting Masters                | Ed You            | Robert Bergh        |
| 2018 | Svensk Uppfödningslöpning           | Belker            | Sten O. Jansson     |
| 2022 | E3-final (långa), hingstar/valacker | Bedazzled Sox     | Roger Walmann       |

### Grupp 2-lopp
| År   | Lopp                             | Häst              | Tränare             |
| ---- | -------------------------------- | ----------------- | ------------------- |
| 1981 | Guldstoet                        | Dalene Broline    | Torbjörn Jansson    |
| 1984 | Gulddivisionens final, sept      | Meadow Road       | Torbjörn Jansson    |
| 1985 | Gulddivisionens final, feb       | Meadow Road       | Torbjörn Jansson    |
| 1987 | Svenskt Mästerskap               | Mack The Knife    | Stig H. Johansson   |
| 1989 | C.L. Müllers Memorial            | Bravo Sund        | Torbjörn Jansson    |
| 1992 | Grand Prix du Sud-Ouest          | Atas Fighter L.   | Torbjörn Jansson    |
| 1993 | Prix Marcel Laurent              | Iata Käll         | Tommy Hanné         |
| 1995 | Fyraåringseliten för ston        | Delphi's Daughter | Per K. Eriksson     |
| 1995 | Sto-SM                           | Krama Käll        | Stig H. Johansson   |
| 1997 | Sto-SM                           | Ida Briljant      | Stig H. Johansson   |
| 1998 | E3-revanschen, hingstar/valacker | Victory Tilly     | Glen Norman         |
| 1999 | Fyraåringseliten                 | Victory Tilly     | Stig H. Johansson   |
| 2000 | Svenskt Mästerskap               | Maxi Ferrari      | Svante Båth         |
| 2001 | Habibs Minneslopp                | Seth Bowl         | Sven E.S. Andersson |
| 2001 | Stosprintern                     | Fatima Lavec      | Göran Lång          |
| 2001 | Eskilstuna Fyraåringstest        | Seth Bowl         | Sven E.S. Andersson |
| 2001 | E3-revanschen, hingstar/valacker | Pegasus Boko      | Stefan Hultman      |
| 2002 | Premio Going Kronos              | Alien Chip        | Lars Magne Sövik    |
| 2004 | Prix de Roederer                 | Malabar Circle Ås | Svante Båth         |
| 2004 | Klosterskogen Grand Prix         | Quattro Qui       | Kari Lähdekorpi     |
| 2004 | Habibs Minneslopp                | Västerbo Jetlag   | Svante Båth         |
| 2005 | Grote Prijs der Giganten         | Malabar Circle Ås | Svante Båth         |
| 2007 | E3-revanschen, hingstar/valacker | Wellino Boko      | Stig H. Johansson   |
| 2009 | Gulddivisionens final, aug       | Beanie M.M.       | Morten Waage        |
| 2009 | Gulddivisionens final, okt       | Beanie M.M.       | Morten Waage        |
| 2014 | Sommartravets final              | Poker Kronos      | Robert Bergh        |
| 2014 | E3-revanschen, hingstar/valacker | Origo Tilly       | Heikki Pekkala      |
| 2019 | Eskilstuna Fyraåringstest        | Pinto Bob         | Robert Bergh        |

### Övriga
| År   | Lopp                                  | Häst            | Tränare               |
| ---- | ------------------------------------- | --------------- | --------------------- |
| 1984 | Bronsdivisionens final, mars          | Meadow Road     | Torbjörn Jansson      |
| 1984 | Silverdivisionens final, juli         | Meadow Road     | Torbjörn Jansson      |
| 1984 | Silverdivisionens final, aug          | Meadow Road     | Torbjörn Jansson      |
| 1984 | Graf Kalman Hunyady Memorial          | Meadow Road     | Torbjörn Jansson      |
| 1989 | Vinterfavoriten                       | Dear Hornline   | Torbjörn Jansson      |
| 1990 | Bronsdivisionens final, mars          | Foolish Crown   | Torbjörn Jansson      |
| 1990 | Silverdivisionens final, juni         | Foolish Crown   | Torbjörn Jansson      |
| 1990 | Klass II-final, juni                  | Heads Or Tails  | Torbjörn Jansson      |
| 1990 | Silverdivisionens final, aug          | Foolish Crown   | Torbjörn Jansson      |
| 1990 | Bronsdivisionens final, okt           | Optimus         | Bengt Lundgren        |
| 1990 | Klass II-final, nov                   | Look Tilly      | Sven-Olof Sköllermark |
| 1990 | Sören Nordins Lopp                    | Fiducial Value  | Torbjörn Jansson      |
| 1990 | Gösta Nordins Lopp                    | Natif de Chenu  | Torbjörn Jansson      |
| 1990 | Bronsdivisionens final, dec           | Swift           | Torbjörn Jansson      |
| 1990 | Klass II-final, dec                   | Mr Bruce        | Torbjörn Jansson      |
| 1991 | Bronsdivisionens final, juni          | Lucky Tilly     | Torbjörn Jansson      |
| 1991 | Gösta Nordins Lopp                    | Lucky Tilly     | Torbjörn Jansson      |
| 1991 | Klass I-final, dec                    | Mike Tilly      | Torbjörn Jansson      |
| 1992 | Kalmarsundspokalen                    | Peace Corps     | Torbjörn Jansson      |
| 1994 | Klass I-final, juli                   | Fiscal Value    | Torbjörn Jansson      |
| 1995 | Bronsdivisionens final, juli          | Dream of Goal   | Tommy Hanné           |
| 1996 | Klass I-final, juni                   | Super Tilly     | Torbjörn Jansson      |
| 1996 | Klass II-final, juni                  | Kramer A Conto  | Stig H. Johansson     |
| 1996 | Vinterfavoriten                       | Gardens Mack    | Annelie Henriksson    |
| 1997 | Vinterfavoriten                       | Wilma Tilly     | Glen Norman           |
| 1998 | Fyraåringsstjärnan                    | Kramer Chick    | Torbjörn Jansson      |
| 1999 | Klass I-final, feb                    | Kyron           | Markku Rutanen        |
| 1999 | Silverdivisionens final, feb          | Pegasus Broline | Carina Fridman        |
| 1999 | Kalmarsundspokalen                    | Special Force   | David McGowan         |
| 1999 | Klass I-final, aug                    | Nick Whitefoot  | Lars I. Nilsson       |
| 1999 | Klass II-final, aug                   | Lucifer Sund    | Lars Molin            |
| 1999 | Gunnar Nordins Lopp                   | Finish          | Kari Lähdekorpi       |
| 2000 | Bronsdivisionens final, feb           | Lass Dancer     | Glen Norman           |
| 2000 | Klass II-final, feb                   | Ronja Mic       | Bo Ericsson           |
| 2001 | Silverdivisionens final, sept         | Jizo Frö        | Svante Båth           |
| 2001 | Bronsdivisionens final, nov           | Criks Philimon  | Jan Schön             |
| 2001 | Sören Nordins Lopp                    | Inherit Value   | Göran Lång            |
| 2002 | Silverdivisionens final, maj          | Jätte Karsk     | Stig H. Johansson     |
| 2002 | Klass I-final, aug                    | Suitable Rose   | Göran Lång            |
| 2002 | Silverdivisionens final, dec          | Omalos          | Veijo Heiskanen       |
| 2003 | Klass I-final, maj                    | Brunton Tilly   | Glen Norman           |
| 2003 | Klass II-final, aug                   | Global Empire   | Göran Lång            |
| 2006 | Klass II-final, dec                   | Simb Skyrocket  | Kari Vaaraniemi       |
| 2007 | Klass I-final, maj                    | BWT Theone      | Ulrik Pedersen        |
| 2007 | Klass II-final, maj                   | Zoogan          | Robert Bergh          |
| 2007 | Klass I-final, sept                   | Meadow Zoot     | Anders Öberg          |
| 2007 | Gunnar Nordins Lopp                   | Beanie M.M.     | Morten Waage          |
| 2008 | Silverdivisionens final, aug          | Beanie M.M.     | Morten Waage          |
| 2010 | Bronsdivisionens final, okt           | Caddie Eagle    | Torbjörn Jansson      |
| 2011 | Klass II-final, okt                   | Mugger M.M.     | Morten Waage          |
| 2012 | Fyraåringsstjärnan                    | I'm The Answer  | Frode Hamre           |
| 2013 | Vinterfavoriten                       | Snow Flake Goj  | Sten O. Jansson       |
| 2014 | Klass II-final, juni                  | Jeppas Maxi     | Robert Ekström        |
| 2017 | Margaretas Tidiga Unghästserie, april | Drizzle C.C.    | Lise-Lotte Nyström    |
| 2017 | Diamantstoets final, aug              | Brokad Brodda   | Stig H. Johansson     |
| 2018 | Klass II-final, april                 | Who's Who       | Pasi Aikio            |
| 2018 | Gunnar Nordins Lopp                   | Eldorado B.     | Hans-Owe Sundberg     |
| 2019 | Margaretas Tidiga Unghästserie, jan   | Belker          | Sten O. Jansson       |
| 2019 | Margaretas Tidiga Unghästserie, mars  | Fort Knox       | Pasi Aikio            |
| 2019 | Storsjöpokalen                        | Eldorado B.     | Hans-Owe Sundberg     |
| 2020 | Silverdivisionens final, mars         | Dom Perignon    | Per-Erik Pettersson   |

### Kallblod
| År   | Lopp               | Häst        | Tränare         |
| ---- | ------------------ | ----------- | --------------- |
| 2012 | Erik Graléns Minne | Lix Mollyn  | Åke Lindgren    |
| 2015 | Erik Graléns Minne | Solör Stegg | Kenneth Larsson |